# Kelurahan Lai Lai Bisi Kopan
Kelurahan Lai Lai Bisi Kopan är en administrativ by i Indonesien.   Den ligger i provinsen Nusa Tenggara Timur, i den sydöstra delen av landet, 1 900 km öster om huvudstaden Jakarta.